# Barão de Pirajá
Barão de Pirajá é um título nobiliárquico brasileiro criado por D. Pedro I do Brasil, por decreto de 5 de maio de 1826, a favor de Joaquim Pires de Carvalho e Albuquerque.
Titulares
1. Joaquim Pires de Carvalho e Albuquerque – 1.º visconde com grandeza de Pirajá;
2. José Joaquim Pires de Carvalho e Albuquerque – filho do anterior.